# کمال بوعصیده
کمال بوعصیده (انگلیسی: Kamel Bouacida؛ زادهٔ ۶ اوت ۱۹۷۶) بازیکن فوتبال اهل الجزایر بود.
وی همچنین در تیم ملی فوتبال الجزایر بازی کرده‌است.